# جزیره هرد و جزایر مک‌دونالد

جزیره هرد و جزایر مک دونالد (به انگلیسی: Heard Island and McDonald Islands)، جزایری آتشفشانی خالی از سکنه نزدیک کشور استرالیا و واقع در قاره اقیانوسیه می‌باشند.
دامنه اینترنتی این جزایر HM می‌باشد.

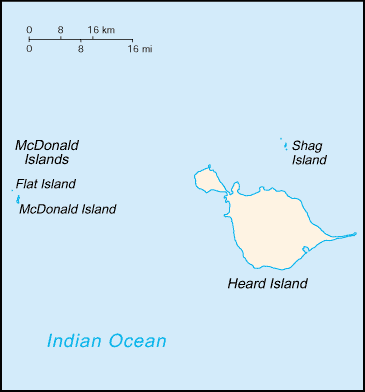

| نام جزیره | تاریخ اکتشاف   | کاشف            |
| --------- | -------------- | --------------- |
| هرد       | ۲۵ نوامبر ۱۸۵۳ | جان هرد         |
| مک‌دونالد  | ۴ ژانویه ۱۸۵۴  | ویلیام مک‌دونالد |